# بن سوانسون
بن سوانسون (بالإنجليزية: Ben Swanson)‏ (18 يوليو 1997 بغروف سيتي في الولايات المتحدة - ) هو لاعب كرة قدم أمريكي في مركز الوسط.

## وصلات خارجية
- بن سوانسون على موقع الدوري الأمريكي (الإنجليزية)
- بن سوانسون على موقع قاعدة بيانات كرة القدم.إي يو (الإنجليزية)
- بن سوانسون على موقع Soccerbase.com (لاعب) (الإنجليزية)
- بن سوانسون على موقع Soccerway.com (الإنجليزية)
- بن سوانسون على موقع عالم كرة القدم.نت (الإنجليزية)
- بن سوانسون على موقع AS.com (الإسبانية)